# Берк (графство)
Берк (англ. Shire of Burke) — район местного самоуправления на северо-западе Квинсленда, Австралия. Над территорией Шир Берка наблюдается редкое метеорологическое явление — утренняя глория.

## География
Район находится на побережье залива Карпентария и граничит с северной территорией. Шир Берк занимает территорию 39 864 км2. Административный центр района — город Берктаун. На территории района находится национальный парк Буджамулла, знаменитый своими ущельями.

## Состав района
Шир Берк включает в себя следующие населённые пункты:
- Берктаун
- Грегори
- Гидуя[англ.]
- Lawn Hill[англ.]
- Никольсон[англ.]

## Население
Шир Берк почти не населён. Население района за 2018 год составляет всего 352 человека, большая часть проживает в Берктауне.
| 1933 | 1947 | 1954 | 1961 | 1966 | 1971 | 1976 | 1981 | 1986 | 1991 | 1996 | 2001  | 2006  | 2011 | 2016 | 2018 |
| ---- | ---- | ---- | ---- | ---- | ---- | ---- | ---- | ---- | ---- | ---- | ----- | ----- | ---- | ---- | ---- |
| 355  | 250  | 248  | 361  | 291  | 384  | 413  | 466  | 511  | 513  | 660  | 1 010 | 1 145 | 514  | 328  | 352  |